# Diócesis de Meerut
La diócesis de Meerut (en latín: Dioecesis Meerutensis y en inglés: Roman Catholic Diocese of Meerut) es una circunscripción eclesiástica de la Iglesia católica en India. Se trata de una diócesis latina, sufragánea de la arquidiócesis de Agra. Desde el 19 de marzo de 2022 es sede vacante y su administrador diocesano es el presbítero Valerian Pinto.

## Territorio y organización

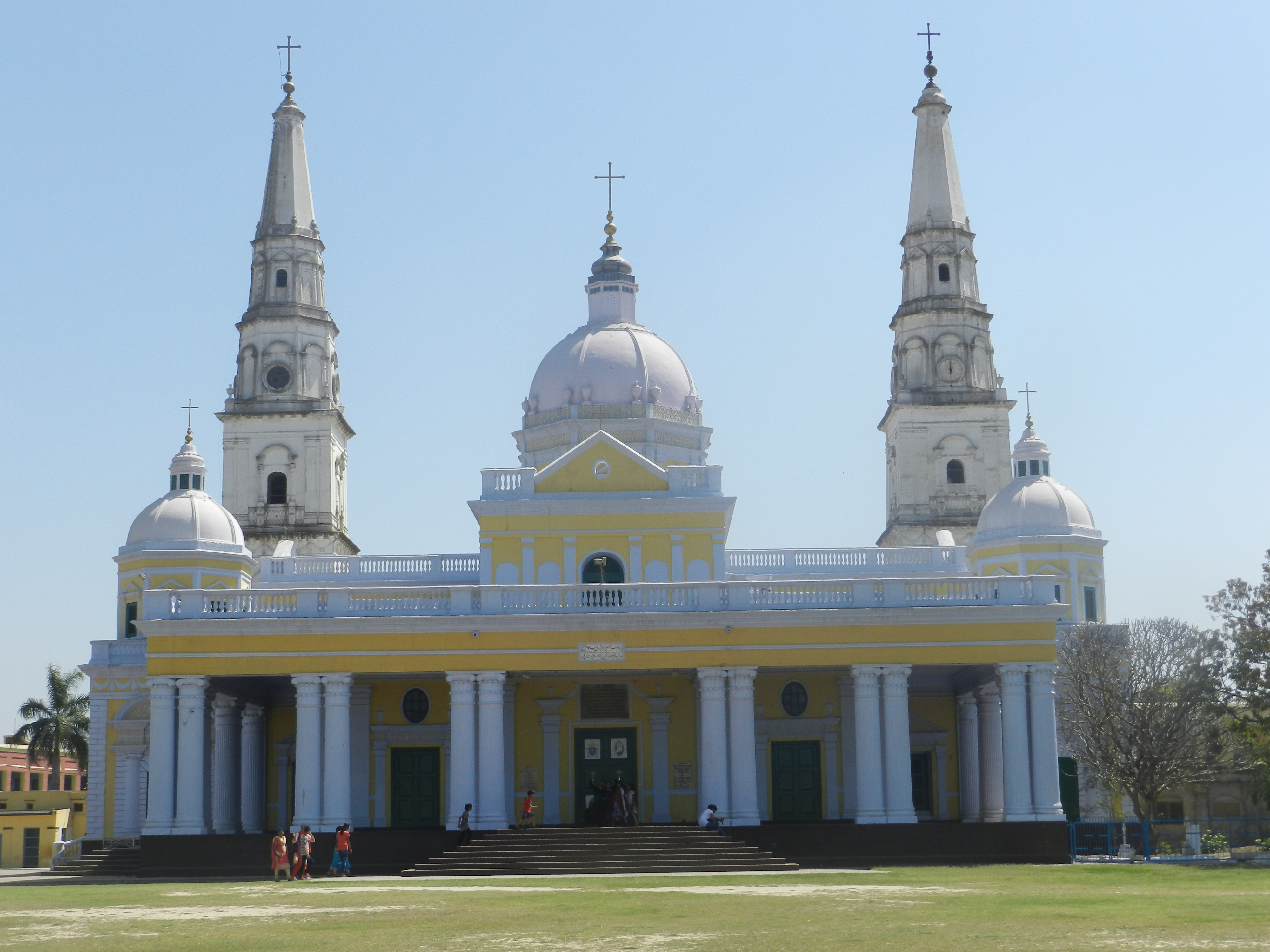
Basílica de Nuestra Señora de las Gracias, en Sardhana

La diócesis tiene 28 337 km² y extiende su jurisdicción sobre los fieles católicos de rito latino residentes en 6 distritos del estado de Uttar Pradesh: Meerut, Saharanpur, Muzaffarnagar, Rampur, Moradabad y Ghaziabad; y en 2 distritos del estado de Uttarakhand: Haridwar y Dehradun.
La sede de la diócesis se encuentra en la ciudad de Meerut, en donde se halla la Catedral de San José. En Sardhana se encuentra la basílica de Nuestra Señora de las Gracias.
En 2021 en la diócesis existían 68 parroquias.

## Historia
La diócesis fue erigida el 20 de febrero de 1956 con la bula Quandoquidem Christus del papa Pío XII, obteniendo el territorio de la arquidiócesis de Agra.
El 4 de enero de 1958, con la carta apostólica In vitae huius, el papa Pío XII proclamó a la Santísima Virgen María, venerada con el título de "Mediadora de toda gracia", patrona principal de la diócesis.
El 23 de marzo de 1972 cedió una porción de su territorio para la erección del exarcado apostólico de Bijnor (hoy eparquía de Bijnor) mediante la bula In beatorum apostolorum del papa Pablo VI.

## Estadísticas
Según el Anuario Pontificio 2022 la diócesis tenía a fines de 2021 un total de 32 878 fieles bautizados.
| Año                                                                             | Población            | Población  | Población      | Sacerdotes | Sacerdotes    | Sacerdotes    | Bautizados por sacerdote | Diáconos permanentes | Religiosos | Religiosos | Parroquias |
| Año                                                                             | Bautizados católicos | Total      | % de católicos | Total      | Clero secular | Clero regular | Bautizados por sacerdote | Diáconos permanentes | Varones    | Mujeres    | Parroquias |
| ------------------------------------------------------------------------------- | -------------------- | ---------- | -------------- | ---------- | ------------- | ------------- | ------------------------ | -------------------- | ---------- | ---------- | ---------- |
| 1970                                                                            | 11 610               | 11 000     | 0.1            | 33         | 20            | 13            | 351                      |                      | 16         | 220        | 24         |
| 1980                                                                            | 14 949               | 11 858 000 | 0.1            | 46         | 29            | 17            | 324                      |                      | 65         | 279        | 28         |
| 1990                                                                            | 18 384               | 14 282 000 | 0.1            | 85         | 53            | 32            | 216                      |                      | 64         | 442        | 36         |
| 1999                                                                            | 25 187               | 20 026 000 | 0.1            | 101        | 60            | 41            | 249                      |                      | 87         | 470        | 51         |
| 2000                                                                            | 25 214               | 20 320 000 | 0.1            | 99         | 56            | 43            | 254                      |                      | 85         | 462        | 52         |
| 2001                                                                            | 25 717               | 20 618 000 | 0.1            | 101        | 54            | 47            | 254                      |                      | 91         | 467        | 53         |
| 2002                                                                            | 26 303               | 29 019 350 | 0.1            | 102        | 54            | 48            | 257                      |                      | 129        | 510        | 56         |
| 2003                                                                            | 26 873               | 31 023 250 | 0.1            | 94         | 56            | 38            | 285                      |                      | 126        | 501        | 56         |
| 2004                                                                            | 27 192               | 31 391 516 | 0.1            | 92         | 57            | 35            | 295                      |                      | 112        | 518        | 56         |
| 2013                                                                            | 28 713               | 34 602 000 | 0.1            | 120        | 64            | 56            | 239                      |                      | 143        | 641        | 59         |
| 2016                                                                            | 30 486               | 35 967 000 | 0.1            | 130        | 69            | 61            | 234                      |                      | 133        | 688        | 64         |
| 2019                                                                            | 32 014               | 37 344 000 | 0.1            | 138        | 71            | 67            | 231                      |                      | 124        | 700        | 64         |
| 2021                                                                            | 32 878               | 38 187 220 | 0.1            | 134        | 65            | 69            | 245                      |                      | 130        | 686        | 68         |
| Fuente: Catholic-Hierarchy, que a su vez toma los datos del Anuario Pontificio. |                      |            |                |            |               |               |                          |                      |            |            |            |

## Episcopologio
- Giuseppe Bartolomeo Evangelisti, O.F.M.Cap. † (29 de febrero de 1956-3 de agosto de 1973 renunció)
- Patrick Nair † (5 de abril de 1974-3 de diciembre de 2008 retirado)
- Francis Kalist (3 de diciembre de 2008-19 de marzo de 2022 nombrado arzobispo de Pondicherry y Cuddalore)
  - Sede vacante, desde 2022